# Fatih Karagümrük SK
Fatih Karagümrük Sportif Faaliyetler San. Tic. A.Ş. w skrócie Fatih Karagümrük – turecki klub piłkarski, grający w Süper Lig, mający siedzibę w mieście Stambuł.

## Historia
Klub został założony w 1926 roku. W latach 1959–1963 i 1983-1984 klub występował w rozgrywkach pierwszej ligi.

## Historia występów w pierwszej lidze
| Sezon     | Pozycja                    | M  | Pkt. | Z  | R  | P  | GZ | GS |
| --------- | -------------------------- | -- | ---- | -- | -- | -- | -- | -- |
| 1959      | 5. (gr. Kırmızı Grup)      | 14 | 12   | 4  | 4  | 6  | 17 | 17 |
| 1959/1960 | 8.                         | 38 | 40   | 15 | 10 | 13 | 50 | 45 |
| 1960/1961 | 9.                         | 38 | 35   | 12 | 11 | 15 | 48 | 48 |
| 1961/1962 | 15.                        | 38 | 32   | 10 | 12 | 16 | 38 | 45 |
| 1962/1963 | 10. (gr. czerwona, spadek) | 20 | 12   | 4  | 4  | 12 | 20 | 32 |
| 1983/1984 | 18. (spadek)               | 34 | 26   | 8  | 10 | 16 | 34 | 49 |

## Stadion
Domowe mecze klub rozgrywa na stadionie o nazwie Vefa Stadı, położonym w mieście Stambuł. Stadion może pomieścić 11722 widzów.

## Obecny skład
Stan na 31 sierpnia 2023
| Nr | Poz. | Piłkarz                                       |
| -- | ---- | --------------------------------------------- |
| 1  | BR   | Matías Dituro (kapitan)                       |
| 3  | OB   | Freddie Veseli                                |
| 5  | OB   | Ibrahim Drešević                              |
| 6  | PO   | Marcus Rohdén                                 |
| 7  | NA   | Can Keles (wypożyczony z Austrii Wiedeń)      |
| 8  | PO   | Sofiane Feghouli                              |
| 10 | PO   | Adem Ljajić                                   |
| 11 | NA   | Brahim Darri                                  |
| 13 | BR   | Furkan Bekleviç                               |
| 14 | PO   | Efe Tatlı                                     |
| 15 | PO   | Kevin Lasagna (wypożyczony z Werony)          |
| 16 | PO   | Kerem Atakan Kesgin (wypożyczony z Beşiktaşu) |
| 17 | PO   | Samed Onur                                    |
| 18 | PO   | Levent Mercan                                 |

| Nr | Poz. | Piłkarz                                    |
| -- | ---- | ------------------------------------------ |
| 19 | NA   | Serdar Dursun                              |
| 20 | NA   | Ryan Mendes                                |
| 21 | OB   | Egemen Pehlivan                            |
| 22 | OB   | Emir Tintiş                                |
| 23 | BR   | Emre Bilgin (wypożyczony z Beşiktaşu)      |
| 24 | PO   | Lawrence Nicholas                          |
| 26 | OB   | Federico Ceccherini (wypożyczony z Werony) |
| 27 | PO   | Stefano Sturaro                            |
| 29 | PO   | Otabek Shukurov                            |
| 54 | OB   | Salih Dursun                               |
| 77 | PO   | Adnan Ugur                                 |
| 97 | PO   | Flavio Paoletti                            |
|    | OB   | Davide Biraschi                            |
|    | NA   | Güven Yalçın (wypożyczony z Genoi)         |

## Reprezentanci kraju grający w klubie
Stan na luty 2020
| - Recep Adanır - Ayhan Akbin - Kadri Aytaç - Serdar Bali - Tuncay Becedek - Ahmet Berman - Oktay Derelioğlu - Abdülkerim Durmaz - Mehmet Ekşi - Naci Erdem - Ali Filibeli - Yiğit İncedemir - Akgün Kaçmaz - Ömer Kaner - Volkan Kilimci - Özcan Köksoy - İsmail Kurt - Tarık Kutver - Vedat Okyar | - Tezcan Ozan - Turgut Doğan Şahin - Doğan Sel - Serdar Topraktepe - Ali Yavaş - Aydın Yelken - Sercan Yıldırım - Talat Yörük - Tuğrul Erat - Cristóbal Jorquera - Alagie Sosseh - Joseph Attamah - Raheem Lawal - Artur Sobiech - Bojan Šaranov - Erik Sabo - Sanharib Malki - Innocent Emeghara - Erkan Zengin |